# Takecia Jameson
Takecia Jameson (ur. 11 sierpnia 1989) – amerykańska lekkoatletka specjalizująca się w biegu na 400 metrów przez płotki.
W 2008 roku zdobyła w Bydgoszczy dwa złote medale mistrzostw świata juniorów – w biegu na 400 metrów przez płotki oraz w sztafecie 4 x 400 metrów. Medalistka juniorskich mistrzostw USA oraz mistrzostw NCAA.
Rekord życiowy: bieg na 400 m przez płotki – 55,97 (24 czerwca 2011, Eugene). 

## Osiągnięcia
| Rok  | Impreza                     | Miejsce   | Konkurencja                | Pozycja    | Wynik   |
| ---- | --------------------------- | --------- | -------------------------- | ---------- | ------- |
| 2008 | Mistrzostwa świata juniorów | Bydgoszcz | bieg na 400 m przez płotki | 1. miejsce | 56,29   |
| 2008 | Mistrzostwa świata juniorów | Bydgoszcz | sztafeta 4 x 400 metrów    | 1. miejsce | 3:30,19 |